# José Fornes Ruiz
José Fornes Ruiz (Valencia, 2 de septiembre de 1930 - Valencia, 28 de julio de 2021) fue un médico pediatra español. Fue presidente de la Organización Médica Colegial de España (1990-1997).

## Actividad profesional
José Fornes Ruiz era licenciado en Medicina y Cirugía y doctorado por la Universidad de Valencia, especialista en pediatría y puericultura; y diplomado en sanidad. 
Fue presidente del Colegio Oficial de Médicos de Valencia, del Consejo General de Colegios Médicos de la Comunidad Valenciana, y de 1990 a 1997 fue presidente de la Organización Médica Colegial de España.
Además de presidente de la Asociación Profesional de Médicos Extra Hospitalarios de la Comunidad Valenciana, presidente de la Federación Española Asociaciones Profesionales de Médicos de la Seguridad Social, presidente de la Comisión de Ética y Deontología del Comité Permanente de Médicos de Europa, presidente de la Fundación para la Investigación, Docencia, Formación y Competencia Profesional de los Médicos Colegiados en España, y oresidente del Instituto de Formación Médica Colegial para la Formación Continuada.
Fue también presidente de FAPROPEM (Federación Asociaciones Profesionales, Pensionistas y Mayores) y de ADAPROPEM (Asociación para la Defensa y Atención de los Profesionales Pensionistas y Mayores) y desde 2005 era presidente del Consejo Valenciano de Personas Mayores de la Comunidad Valenciana.
Tras su jubilación, fue consejero del Consejo Estatal de Personas Mayores (órgano consultivo del Sistema para la Autonomía y atención a la Dependencia), y Experto en el Área de Envejecimiento/Dependencia del III Plan de Salud de la Comunidad Valenciana.

## Publicaciones
- Madrid no te olvida. Madrid: Quator-Quindici; 1992.
- Pacto Social Sanitario: Punto de encuentro para una Reforma útil. Conferencia en el Club Siglo XXI. 10 de febrero de 1993.
- La responsabilidad social del médico. Conferencia en la Fundación Ciencias de la Salud. 18 de octubre de 1993.
- El Médico ante el reto del bienestar social a las puertas del nuevo siglo. Conferencia en el Club Siglo XXI. 22 de mayo de 1995.
- Comparecencia del Presidente de la Organización Médica Colegial ante la Subcomisión de Sanidad del Congreso de los Diputados para la "modernización de la sanidad". OMC 1996; 49 (suplemento).

- Epidemiología y causas de la dependencia. Prevención de la misma. VI Congreso CEOMA. Valladolid, 19 a 21 de octubre de 2003. (enlace roto disponible en Internet Archive; véase el historial, la primera versión y la última).

## Distinciones
- Insignia de Plata de la Asociación AERTE (Asociación Española Residencias Tercera edad)
- Socio de Honor de la Sociedad Valenciana de Geriatría y Gerontología.
- Presidente de Honor de ADAPROPEM (Asociación para la Defensa y Atención de los Profesionales Pensionistas y Mayores).
- Presidente de Honor FAPROPEM (Federación Asociaciones Profesionales Pensionistas y Mayores).
- Presidente de Honor y Medalla de Oro del Colegio Oficial de Médicos de Valencia.
- Medalla de Plata de la Organización Médica Colegial de España.
- Personalidad Político-Sanitaria del año 1993.